# 秋田拠点センターアルヴェ
秋田拠点センターアルヴェ（あきたきょてんセンターアルヴェ）は、秋田駅東口にある14階建ての複合施設。秋田市とデベロッパー（双日・大成建設）が官民共同で再開発に取り組み、2004年に落成した。管理・運営は区分所有に基づき秋田ケーブルテレビの子会社である秋田新都心ビルや同市など5団体が行う。

## 概要
かつて秋田駅東口周辺には、国鉄清算事業団が所有する秋田機関区秋田支区跡地や、林野庁秋田営林局が所管する仁別森林鉄道ターミナル兼貯木場跡地などが約30ヘクタールほど広がっており、そのうち8.3ヘクタールが大規模空閑地になっていた。
秋田市は1993年度に駅周辺を都市計画道路によって環状ネットワーク化し、駅東口に新しい交通結節点機能として駅前広場を設け、併せて、賑わい創出の拠点とすべく複合施設を整備することを眼目とする「秋田駅周辺地区新都市拠点整備事業」を建設大臣に申請。認可を得て同年度から1995年度までに新都市拠点整備事業の基幹事業となる「秋田駅東第三地区土地区画整理事業」、「秋田駅西北地区土地区画整理事業」、「秋田駅東拠点地区土地区画整理事業」の3事業がそれぞれ着手された。
秋田拠点センターアルヴェは、駅東口地区の拠点施設として計画され、整備手法として事業コンペティション方式を取り入れ、1999年に大成建設を中心とする5企業による案を採択。2002年10月に着工し2004年7月16日オープンした。事業費は52億30百万円。オープン初日には午後4時までに約2万人が訪れた。住居表示は2006年1月31日まで「秋田市中通七丁目1番3号」であった。再開発前の鉄道用地が中通七丁目に含まれていたためだが、「中通」は駅西口の地区であるため、市民の一部は違和感を抱いていたとの声も聞かれる。
民間棟には商業施設、オフィス、クリニック等のほか、東横イン秋田駅東口も入居。公共棟の1階には秋田市の証明書等の発行窓口である、駅東サービスセンター（土日祝も窓口を開けている）も入った。
落成当初、山形駅西口に竣工した霞城セントラルに所在する山形県立霞城学園高等学校のように、秋田経済法科大学附属高等学校（現：ノースアジア大学明桜高等学校）の一課程をビルに入れ、フロアを活用する案が検討されたが、建物仕様が学校設置基準に適合しないため、入居は見合わせとなった。一部報道では、廊下の幅や天井の高さ、手洗いなどの設備面が基準に達していないと指摘されていた。
2008年3月3日には、隣接地（東通仲町4番2号）に山王からNHK秋田放送局が新築移転しアルヴェと通路でつながった。建設地は市有地であったが市がNHKと土地の等価交換を実施。旧秋田放送局跡地は秋田市役所（先代本庁舎）の駐車場とされたのち、現庁舎が建設され、2016年5月6日から執務を開始した。
2020年3月25日付で、秋田ケーブルテレビ（CNA）がアルヴェ民間棟を管理・運営する秋田新都心ビルの全株式を双日から取得して子会社化した。また、5月18日で閉館したルミエール秋田跡地（#撤退したテナントを参照）に、これまで単発で映画上映を行っていた「秋田シネマ＆エンターテイメント」（CNAと秋田新都心ビルが設立）が「AL☆VEシアター」（アルヴェシアター）を12月25日にオープンした。新しい映画館は五つあったスクリーンのうち、三つを各129席の映画館とし、シアターの運営と編成は109シネマズを展開する東急レクリエーションがサポート。残り二つは東急との業務提携に基づき、同社が運営する会員制サテライトシェアオフィス「NewWork（ニューワーク）」の提携店「Atelier AL☆VE」(アトリエアルヴェ)」に改装され、「5G」に対応したシェアオフィスとして、2021年3月9日にオープンした。なお、Atelier AL☆VEのオープンを機にAL☆VEシアターは、AL☆VEシアターsupported by 109シネマズに改称している。

## 各棟に入る施設

### 民間棟
1階
- ファミリーマート秋田アルヴェ店（コンビニエンスストア）
- アルヴェ いわま薬局（調剤薬局）
- まめまめハウス本店（コーヒー・紅茶・中国茶・ハーブティー）
- 秋田チケット アルヴェ店
- 株式会社プライムアシスタンス（コールセンター）
- ATMコーナー
  - 秋田銀行秋田東中央支店秋田拠点センターアルヴェ出張所
  - 証明写真機

2階
- Chico la cafe チコラカフェ（カフェ）
- らぁめん元氣屋（ラーメン）
- COMIC BUSTERアルヴェ秋田駅東口店（インターネット&コミックカフェ）
- 東横イン秋田駅東口フロント
- 日産レンタカー秋田駅東口店
- 街角の年金相談センター秋田
- AL☆VEシアター supported by 109シネマズ
- Atelier AL☆VE

3階
- ヤマハミュージックサロン秋田　ピアーチェ（音楽教室）
- 能開センター個別指導Axis（学習塾）
- さが司法事務所/ALVE駅東カウンセリング
- 秋田新都心ビル（秋田ケーブルテレビグループ）
- 株式会社EDUCOM

4階
- 阿部眼科（眼科）
- 阿部コンタクトレンズセンター（コンタクトレンズ）
- みやざわペインクリニック（麻酔科・整形外科）
- アルヴェ　たかのはし歯科（歯科・歯科口腔外科）
- 藤盛レィディーズクリニック（内科・産婦人科）
- えちぜんや睡眠メンタルクリニック
- ダイワボウ情報システム秋田営業所（大和紡績グループ）
- 沢田公認会計士事務所

5階
- ひだまりケアサービスセンター（養護老人福祉施設/デイサービス）

6階
- 能開センター秋田県本部
- 中外製薬秋田営業所
- 資生堂ジャパン秋田オフィス（資生堂グループ）

7階
- プルデンシャル生命保険秋田支社
- エーザイ秋田コミュニケーションオフィス
- JR東日本東北総合サービス秋田支店東日本テレホンセンター
- コペル秋田アルヴェ教室
- 株式会社ABCオフィス
- 日本テクノ株式会社
- サントリー秋田支店

8階～13階
- 東横イン秋田駅東口客室

14階
- 展望スペース
- 大塚製薬秋田出張所
- 大塚製薬工場
- 株式会社ソユー

### 駐車場棟
1階～3階+屋上（4A,4B）
- タイムズステーション秋田・アルヴェ

### 公共棟

#### 秋田市民交流プラザ
1階
- 秋田市民交流プラザ管理室
- 駅東サービスセンター
- きらめき広場
- 音楽交流室A、B、C、D

2階
- 多目的ホール

3階
- 市民交流サロン

4階
- 自然科学学習館
- 市民活動センター
  - 洋室A、B、C
  - 和室
  - 調理室

5階
- 自然科学学習館
- 子ども未来センター

## 撤退したテナント

### パンテオンシネマズAKiTA・AKITAシアター・ルミエール秋田
開業当時、水野晴郎プロデュースのシネマコンプレックス「パンテオンシネマズAKiTA」が大きな話題を提供して開館したが、テナント料の問題等で民事訴訟に発展し、2005年11月16日、東京地裁は水野らに明け渡しとテナント料4200万円の支払いを命じる判決を下した。判決に先立って10月からパンテオンシネマズAKiTAも休館となり、後継会社が見当たらないことから看板店舗を一時失った。
その後アルヴェの活気を取り戻そうと、2006年8月5日から9月15日までの期間限定で、既存のテナントで組織する組合が「駅の映画館 AKITAシアター」の名称で、映画館を一時再開した。この期間中は2つのスクリーンでの限定公開だったものの、採算ラインを上回ったため、9月16日以降も採算ラインを割るもしくは長期的に運営できるテナントが見つかるまでの間、運営が続行されることになり、2006年11月当時、岩手県盛岡市でルミエールなどの映画館を運営する南部興行が運営の継承を正式に表明した。同社は「AKITAシアター」の名称を踏襲し、11月18日から営業を再開。テナントの契約を当初の暫定半年契約から10年契約に延長したことを機に、2007年4月25日、「ルミエール秋田」と改称した。しかし、民間棟を管理・運営する秋田新都心ビルとの契約が満了するため、2020年5月18日に閉館した。その後、同年12月25日に「AL☆VEシアター」として再開館した。

### Al◆Ve・AKT情報局
かつて秋田テレビがミニショップ「Al◆Ve・AKT情報局」を出店していたが、2005年7月28日に一時改装を理由として閉鎖、その後当地で再開することなく、9月16日にイオン秋田ショッピングセンター（現：イオンモール秋田）・中三内に「AKT情報局-NAKASAN-」として移転し再オープンした。なお、2008年10月の中三閉店に伴い、AKT情報局-NAKASAN-は保戸野千代田町にあるAKT運営の住宅展示場であるAKTハウジングセンター内に再度移転している。